# Opština Aračinovo
Aračinovo (makedonsky Арачиново, albánsky Komuna e Haraçinës) je opština na severu Severní Makedonie. Aračinovo je také název vesnice, která je centrem opštiny. Nachází se ve Skopském regionu.

## Geografie
Opština na severu sousedí s opštinou Lipkovo, na západě s hlavním městem Skopje, na jihu s opštinou Petrovec a na východě s opštinou Kumanovo.
V opštině Aračinovo se nachází celkem 4 osídlená míst.
- Aračinovo
- Grušino
- Mojanci
- Orlanci

## Demografie
Podle sčítání lidu v roce 2021 žije v opštině celkem 12 676 obyvatel. V této opštině žijí převážně jen Albánci.
- Albánci – 12 353 (97,45 %)
- Makedonci – 7 (5,1 %)
- ostatní a neuvedené – 316 (2,5 %)